# Palacio de Valle

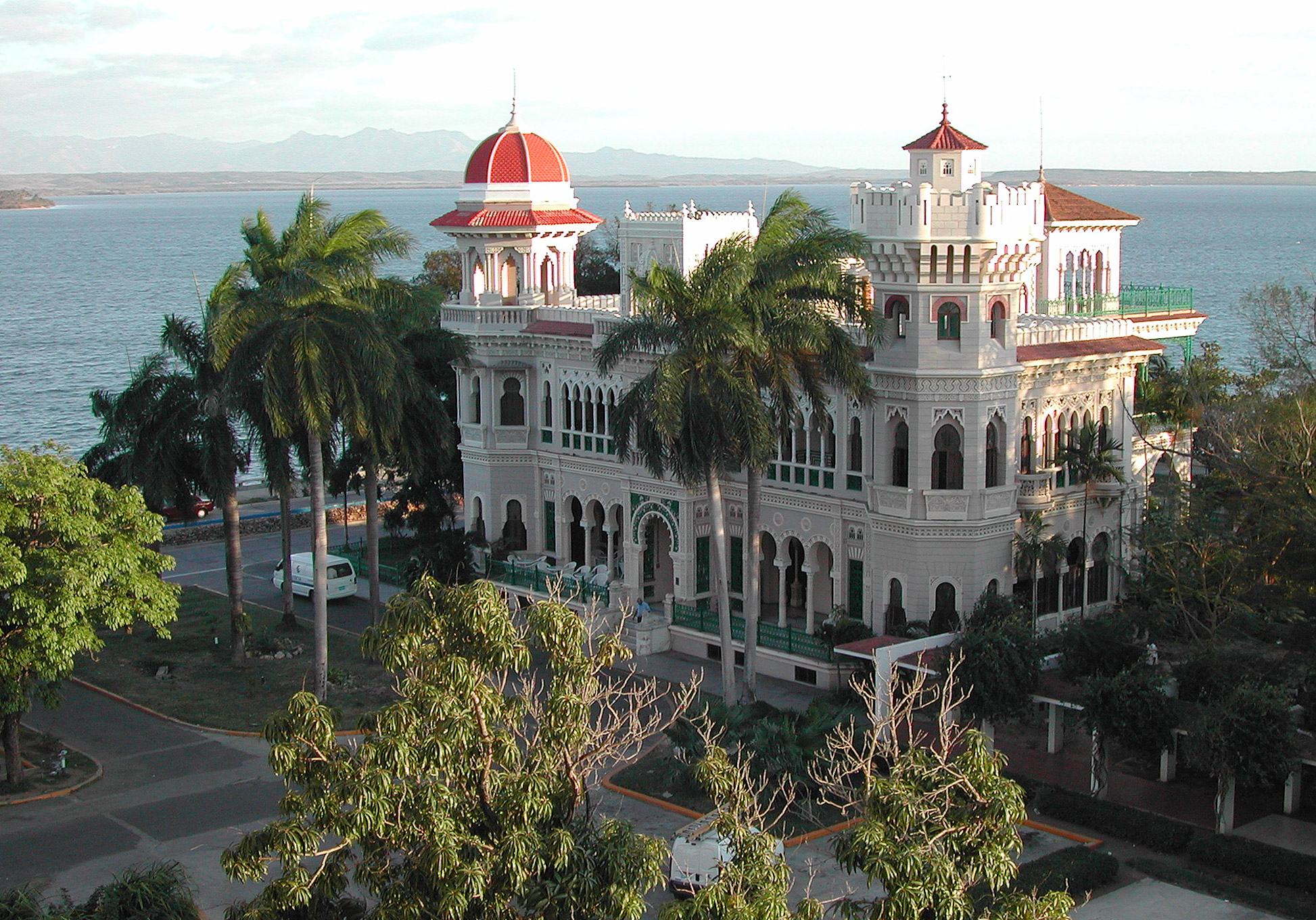
Der Palacio de Valle

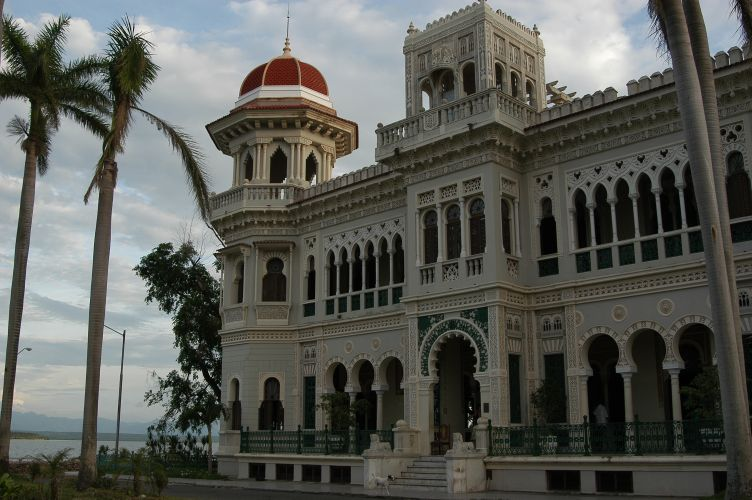
Der Palacio del Valle, Hauptfassade

Der Palacio de Valle, auch Palacio del Valle ist eine historistische Prunkvilla in der kubanischen Stadt Cienfuegos und eine ihrer Hauptsehenswürdigkeiten.

## Geschichte
Das hauptsächlich im maurischen Stil gehaltene Werk des italienischen Architekten Alfredo Colli wurde 1913–1917 errichtet. Ursprünglicher Auftraggeber war der Kaufmann Celestino Caces, dieser verkaufte aber an den Großgrundbesitzer Acisclo del Valle, der den Bau fertigstellen ließ. Heute wird hier ein gehobener Hotel- und Restaurantbetrieb geführt.